# Caesalpinia portoricensis
Caesalpinia portoricensis là một loài thực vật có hoa trong họ Đậu. Loài này được (Britton & P.Wilson) Alain miêu tả khoa học đầu tiên.